# Petronila (Texas)
Petronila es una ciudad ubicada en el condado de Nueces en el estado estadounidense de Texas. En el Censo de 2010 tenía una población de 113 habitantes y una densidad de 23,91 hab/km².

## Geografía
Petronila se encuentra ubicada en las coordenadas 27°40′16″N 97°37′56″O / 27.67111, -97.63222. Según la Oficina del Censo de los Estados Unidos, Petronila tiene una superficie total de 4.73 km², de la cual 4.73 km² corresponden a tierra firme y (0%) 0 km² es agua.

## Demografía
Según el censo de 2010, había 113 personas residiendo en Petronila. La densidad de población era de 23,91 hab./km². De los 113 habitantes, Petronila estaba compuesto por el 80.53 % blancos, el 0.88 % eran afroamericanos, el 0 % eran amerindios, el 0.88 % eran asiáticos, el 0 % eran isleños del Pacífico, el 14.16 % eran de otras razas y el 3.54 % pertenecían a dos o más razas. Del total de la población el 59.29 % eran hispanos o latinos de cualquier raza.